# Шировка
Шировка — село в Вольском районе Саратовской области в составе Куриловского муниципального образования.

## География
Находится у речки Казанлы на расстоянии примерно 11 километров по прямой на запад-северо-запад от поселка Сенной. Рядом остановочный пункт 185-й километр железной дороги (участок Барнуковка — Куриловка).

## История
Село основано в начале XVIII века. Церковь в селе построили в 1857 году (закрыта в 1930-е годы). На момент отмены крепостного права в селе насчитывалось 105 дворов, 1085 жителей, в 1910 году 292 двора и 1923 жителя. В селе с 1950-х годов работал колхоз «Заветы Ильича».

## Население
Население составляло 257 человек в 2002 году (91 % русские), 236 в 2010.

## Инфраструктура
Имеются отделение связи, магазин, фельдшерско-акушерский пункт, дом культуры и библиотека.

## Известные жители
- Пермяков, Николай Константинович (1925—1999) — патологоанатом, действительный член АМН СССР и РАМН, директор Института морфологии человека (1988—1999).